# Manfred Werp
Manfred Werp (* 12. März 1935 in Rheine) ist ein deutscher Jurist. Er war von Dezember 1982 bis Oktober 1998 Richter am deutschen Bundesgerichtshof.
Nach Abschluss seiner juristischen Ausbildung und Promotion trat Werp 1969 in den Justizdienst des Landes Nordrhein-Westfalen ein. 1971 zum Landgerichtsrat ernannt, war er zunächst am Landgericht Essen als Richter tätig. Nach Abordnungen an das nordrhein-westfälische Justizministerium und den Bundesgerichtshof wurde Werp 1977 zum Richter am Oberlandesgericht ernannt; diese Funktion übte er am Oberlandesgericht Hamm aus.
1982 wurde Werp zum Richter am Bundesgerichtshof ernannt. Während der gesamten Zeit seiner Zugehörigkeit zu diesem Gericht war er im III. Zivilsenat, ab 1996 als dessen stellvertretender Vorsitzender, tätig.